# Byrrhodes ovatus
Byrrhodes ovatus är en skalbaggsart som beskrevs av White 1981. Byrrhodes ovatus ingår i släktet Byrrhodes och familjen trägnagare. Inga underarter finns listade i Catalogue of Life.